# Косарев, Владимир Фёдорович
Владимир Фёдорович Косарев (28 июля 1929, Череповец, Ленинградская область — 25 августа 1960, Ленинград) — советский актёр театра и кино.

## Биография
Владимир Фёдорович Косарев родился 28 июля 1929 года в городе Череповце Ленинградской области, ныне город областного подчинения Вологодской области. 
В 1930 году вся семья переехала в Ленинград. Отец, Фёдор Дмитриевич Косарев (1892—?), являлся убеждённым коммунистом, членом ВКП(б) с 1919 года, который в своё время работал управляющим Главмаслоторга Ленинграда. Мать, Елизавета Алексеевна (1900—?, урожд. Святогирова) трудилась старшим статистиком Управления Ленинградской области. В общем доме также росла сестра Нина Косарева.
В начале Великой Отечественной войны вместе со средней школой № 30, в которой он учился, был эвакуирован сначала в город Буй Ярославской области (ныне Костромская область), а затем — в село Половинное Половинского района Челябинской области (ныне Курганская область), жил в интернате, а родители оставались в блокадном Ленинграде. В 1943 году переехал в город Курган, к месту новой службы отца.
Учился в школе, но не окончив восьмой класс в январе 1944 года был зачислен во вспомогательный состав Курганского областного театра драмы, с октября 1945 года учился в студии при театре. С 1947 года работал в основном составе труппы. Сыграл много различных в ролей.
В апреле 1950 года Косарев был призван в ряды Советской армии, где после обучения попал в 30-й учебно-танковый полк, город Челябинск. Окончил полковую школу и был оставлен в ней в должности командира отделения. С декабря 1951 года и до демобилизации в ноябре 1953 года служил в учебно-танковом полку Ленинградской высшей офицерской бронетанковой школе, город Ломоносов.
В декабре 1953 года была зачислен в Ленинградский государственный театр имени Ленинского комсомола, где служил долгие годы до гибели, играл множество различных ролей как и в предыдущем театре. Работая в этом театре он познакомился с актрисой Евгенией Ильиничной Рубановской (1927—2019), ставшей его женой.
Владимир Фёдорович Косарев погиб 25 августа 1960 года, возвращаясь с рыбалки. Ехал в кузове грузовой машины, которая внезапно затормозила и мужчину выкинуло из неё на дорогу, в результате чего Косарев получил тяжёлые травмы не совместимые с жизнью. В ближайшее время он должен был перейти в Большой драматический театр им. М. Горького. Похоронен на Богословском кладбище Калининского района города Ленинграда, ныне кладбище находится в муниципальном округе Пискарёвка того же района города Санкт-Петербурга.

## Фильмография
- 1956 — Искатели — Новиков
- 1959 — Сын Иристона — скульптор Василий Доброхотов
- 1960 — Пиковая дама — участие